# Parabolrinne

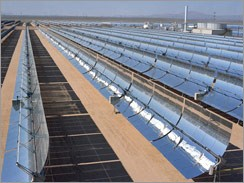
Parabolrinnenkraftwerk (Solarkraftwerk) mit Fokussierung der Sonnenstrahlen auf stabförmige Sonnenkollektoren

Die Parabolrinne ist eine parabolisch geformte Rinne. Im senkrecht zur Rinnenachse geführten Schnitt ist die konkave Grenzlinie eine Parabel.
Im Vergleich zum mit einem Rotationsparaboloid begrenzten Parabolspiegel kann sie als einfach gekrümmter Hohlspiegel ausgeführt sein, mit dem einfallende ebene Wellen so reflektiert werden, dass sie auf eine Linie (Brennlinie) zulaufen.
Bei der Anwendung als Licht-Spiegel hat eine Parabolrinne ähnliche Eigenschaften wie eine Zylinderlinse.

## Brennpunkteigenschaft parabolischer Flächen

Brennpunkteigenschaft einer Parabel

Eine Parabel lässt sich wie folgt definieren:
„Eine Parabel ist der geometrische Ort aller Punkte P, deren Abstand zu einem speziellen festen Punkt – dem Brennpunkt F – gleich dem zu einer speziellen Geraden – der Leitgeraden l – ist.“ (siehe Graphik)
Die Mittelsenkrechte PG ist die Tangente an die Parabel im Punkt P. Sie bildet mit dem Strahl PF und dem senkrecht einfallenden Strahl den gleichen Winkel, spiegelt letzteren also in Richtung zu F, dem Brennpunkt.
Durch Verschiebung einer Parabel entlang einer Geraden senkrecht zur sie enthaltenden Ebene entsteht die innere Oberfläche einer Parabolrinne.

## Anwendung
Einfallende parallele Strahlen werden in einer Linie fokussiert, oder von dieser Linie ausgehende Strahlen werden parallel ausgesendet.

### Sonnenkollektoren
Parabolrinnen werden in Parabolrinnenkraftwerken als Sonnenkollektoren zur Strahlenbündelung in einer Linie angewendet. Dabei befindet sich ein Rohr konzentrisch zur Brennlinie, in dem ein Wärmeträgermedium, z. B. Öl, von der Sonne erhitzt wird. Im Gegensatz zum meist zweiachsig gelagerten Parabolspiegel wird die Parabolrinne bei Nutzung von Sonnenenergie lediglich in einer Achse dem Höhenwinkel der Sonne nachgeführt, dies ist einfacher realisierbar und somit kostengünstiger in Anschaffung und Unterhalt.

### Leuchten
Reflektoren in Leuchten sind oft Parabolrinnen, wenn ein längliches Leuchtmittel verwendet wird. Dabei erfolgt ein Parallel-Richten von einer Linie ausgehenden Strahlen.
Blitzleuchten, die auf diese Weise eine Bündelung (meistens in der Vertikalen) erzielen, kommen nicht nur in der Photographie vor, man findet sie auch in den Lichtbalken von Fahrzeugen der Polizei, der Feuerwehren und des Rettungsdienstes.